# 혼성여단

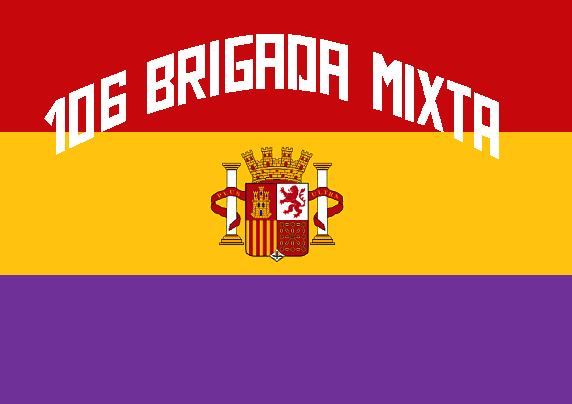

혼성여단(混成旅團, 스페인어: brigada mixta, 영어: mixed brigade)은 여러 병종의 대대, 중대들이 모여 만들어진 여단이다. 스페인 내전 당시 공화군 측에서 운용한 것이 유명하다.

## 같이 보기
- 군사 편제
- 국제여단
- 여단전투단